# Ди-π-метановая перегруппировка
Ди-π-метановая перегруппировка - фотохимическая перегрупировка 1,4-диенов либо их аллилзамещенных ароматических аналогов, в результате которой образуются винил- либо арилзамещенные циклопропаны. 

Впервые наблюдалась в 1967 году на примере перегруппировки баррелена в семибульвален. Суть синтеза заключалась в облучении изопентанового раствора баррелена с добавкой ацетона как фотосенсибилизатора. Полученный семибульвален подвергался перегруппировке Коупа при необычно низкой температуре −110 °C, образуя циклооктатетраен. 

## Механизм и синтетическое применение
Перегруппировка протекает по бирадикальному механизму:
В случае несимметричных 1,4-диенов реакция региоселективна: разная стабильность двух радикальных центров обуславливает наличие преимущественного направления раскрытия трехчленного цикла. В приведённом ниже примере стабильность радикала дифенилметанового типа будет гораздо выше стабильности вторичного радикала, из-за чего раскрытие трехчленного цикла происходит с сохранением дифенилметанового радикального центра.

Для ациклических ди-π-метановых систем процесс проходит через синглетное возбужденное состояние. Причина этого кроется в диссипации энергии триплета через быструю цис-транс изомеризацию. В приведённом примере прямое облучение (генерирующее синглетный бирадикал) цис- и транс-изомера 1,1-дифенил-3,3-диметилгекса-1,4-диена приводило к замещенному циклопропану, тогда как использование бензофенона как фотосенсибилизатора для генерации триплетного бирадикала приводило лишь к цис-транс изомеризации.

Для циклических 1,4-диенов наблюдается обратная ситуация - перегруппировка происходит преимущественно из триплетного возбужденного состояния. Причиной этому является то, что в цикле триплетный бирадикал не имеет возможности свободного вращения и вынужден вступать в реакцию ди-π-метановой перегруппировки. Синглетные же бирадикалы быстрее вступают в альтернативные перициклические процессы типа [2+2] циклоприсоединения. К примеру бензобаррелен при переходе в триплетное состояние перегруппировывается в бензосемибульваллен, а в синглетном состоянии претерпевает [2+2] циклоприсоединение с последующим ретроциклоприсоединением и образованием бензоциклооктатетраена.
В общем случае, ди-π-метановая перегруппировка циклических 1,4-диенов позволяет получить аннелированные циклопропаны, для 1,4-циклогексадиенов - бицикло[3.1.0]гексаны:
Для аллилбензола механизм выглядит так:
Подобным образом перегруппировывается не только аллилбензол, но и схожие соединения, содержащие ди-π-метановую систему: 1,3-дифенилпропилен, 3,3,3-трифенилпропилен, 1,1-дифенилиндены и пр.

## Гетеро-ди-π-метановые перегруппировки
Суть заключается в перегруппировке гетероатомного аналога 1,4-диена. Наиболее широко употребимы в этом роде β,γ-ненасыщенные карбонильные соединения. Первое упоминание об окса-ди-π-метановой перегруппировке относится к 1966 году. Так из (S)-1,2,4,4-тетрафенилбут-3-ен-1-она был получен (1S)-фенацил-2,2,(3R)-трифенилциклопропан.
Механизм окса-ди-π-метановой перегруппировки аналогичен указанному ранее механизму гомоатомной ди-π-метановой перегруппировки и включает циклизацию с формальной [1,2]-миграцией ацильной группы. В результате образуется циклопропилкетон, но не оксиран. Объясняется это разностью в стабильности промежуточных бирадикалов:
Известен вариант аза-ди-π-метановой перегруппировки, где в роли ди-π-метановой системы выступает N-замещенный 1-аза-1,4-диен. В результате реакции образуется замещенный циклопропилимин, но не азиридин. Перегруппировка идет через триплетное переходное состояние, соответственно для её проведения используют сенсибилизаторы:
 